# Akademické mistrovství světa v orientačním běhu 1998
11. Akademické mistrovství světa v orientačním běhu proběhlo ve Norsku ve dnech 10. až 15. srpna 1998. Centrem závodů AMS byl Trondheim.
Závodů se zúčastnilo celkem 220 závodníků (130 mužů a 90 žen) z 29 zemí.

## Program závodů
Program mistrovství světa:
| Den       | Závod         | Centrum závodu |
| --------- | ------------- | -------------- |
| 11. srpna | krátká trať   |                |
| 13. srpna | klasická trať |                |
| 15. srpna | štafety       |                |

## Závod na krátké trati (Short)
| Zkrácené výsledky                                                                 | Zkrácené výsledky                                                                 | Zkrácené výsledky                                                                 | Zkrácené výsledky                                                                 | Zkrácené výsledky                                                                | Zkrácené výsledky                                                                | Zkrácené výsledky                                                                | Zkrácené výsledky                                                                |
| Muži                                                                              | Muži                                                                              | Muži                                                                              | Muži                                                                              | Ženy                                                                             | Ženy                                                                             | Ženy                                                                             | Ženy                                                                             |
| --------------------------------------------------------------------------------- | --------------------------------------------------------------------------------- | --------------------------------------------------------------------------------- | --------------------------------------------------------------------------------- | -------------------------------------------------------------------------------- | -------------------------------------------------------------------------------- | -------------------------------------------------------------------------------- | -------------------------------------------------------------------------------- |
| - Traťové parametry: 4,25 km, 200 m převýšení, 16 kontrol. - Mapa: - 48 závodníků | - Traťové parametry: 4,25 km, 200 m převýšení, 16 kontrol. - Mapa: - 48 závodníků | - Traťové parametry: 4,25 km, 200 m převýšení, 16 kontrol. - Mapa: - 48 závodníků | - Traťové parametry: 4,25 km, 200 m převýšení, 16 kontrol. - Mapa: - 48 závodníků | - Traťové parametry: 3,49 km, 150 m převýšení, 15 kontrol. - Mapa: - 48 závodnic | - Traťové parametry: 3,49 km, 150 m převýšení, 15 kontrol. - Mapa: - 48 závodnic | - Traťové parametry: 3,49 km, 150 m převýšení, 15 kontrol. - Mapa: - 48 závodnic | - Traťové parametry: 3,49 km, 150 m převýšení, 15 kontrol. - Mapa: - 48 závodnic |
| Umístění                                                                          | Jméno                                                                             | Čas                                                                               | Ztráta                                                                            | Umístění                                                                         | Jméno                                                                            | Čas                                                                              | Ztráta                                                                           |
| Zlatá medaile                                                                     | Tore Sandvik                                                                      | 24:06                                                                             |                                                                                   | Zlatá medaile                                                                    | Karin Schmalfeld                                                                 | 26:31                                                                            |                                                                                  |
| Stříbrná medaile                                                                  | Valentin Novikov                                                                  | 25:05                                                                             | +0:59                                                                             | Zlatá medaile                                                                    | Aasne-Fenne Hoksrud                                                              | 26:31                                                                            | +0:00                                                                            |
| Bronzová medaile                                                                  | Joakim Carlsson                                                                   | 25:44                                                                             | +1:38                                                                             | Bronzová medaile                                                                 | Käthi Widler                                                                     | 27:19                                                                            | +0:48                                                                            |
| 4                                                                                 | Oystein Kristiansen                                                               | 25:50                                                                             | +1:44                                                                             | 4                                                                                | Ellen Moen                                                                       | 27:33                                                                            | +1:02                                                                            |
| 5                                                                                 | Anders Dalin                                                                      | 25:57                                                                             | +1:51                                                                             | 5                                                                                | Maria Hoffman                                                                    | 28:11                                                                            | +1:40                                                                            |
| 6                                                                                 | Jouni Kahelin                                                                     | 26:08                                                                             | +2:02                                                                             | 6                                                                                | Anna Danielsson                                                                  | 28:45                                                                            | +2:14                                                                            |

## Závod na klasické trati (Classic)
| Zkrácené výsledky                            | Zkrácené výsledky                            | Zkrácené výsledky                            | Zkrácené výsledky                            | Zkrácené výsledky                          | Zkrácené výsledky                          | Zkrácené výsledky                          | Zkrácené výsledky                          |
| Muži                                         | Muži                                         | Muži                                         | Muži                                         | Ženy                                       | Ženy                                       | Ženy                                       | Ženy                                       |
| -------------------------------------------- | -------------------------------------------- | -------------------------------------------- | -------------------------------------------- | ------------------------------------------ | ------------------------------------------ | ------------------------------------------ | ------------------------------------------ |
| - Traťové parametry: - Mapa: - 115 závodníků | - Traťové parametry: - Mapa: - 115 závodníků | - Traťové parametry: - Mapa: - 115 závodníků | - Traťové parametry: - Mapa: - 115 závodníků | - Traťové parametry: - Mapa: - 83 závodnic | - Traťové parametry: - Mapa: - 83 závodnic | - Traťové parametry: - Mapa: - 83 závodnic | - Traťové parametry: - Mapa: - 83 závodnic |
| Umístění                                     | Jméno                                        | Čas                                          | Ztráta                                       | Umístění                                   | Jméno                                      | Čas                                        | Ztráta                                     |
| Zlatá medaile                                | Bernt Bjornsgaard                            | 1:23:55                                      |                                              | Zlatá medaile                              | Maret Vaher                                | 1:05:07                                    |                                            |
| Stříbrná medaile                             | Maxim Riabkin                                | 1:26:25                                      | +2:30                                        | Stříbrná medaile                           | Monica Boström                             | 1:05:12                                    | +0:05                                      |
| Bronzová medaile                             | Jouni Kahelin                                | 1:28:16                                      | +4:21                                        | Bronzová medaile                           | Ellen Moen                                 | 1:05:44                                    | +0:37                                      |
| 4                                            | Tore Sandvik                                 | 1:28:22                                      | +4:27                                        | 4                                          | Laure Coupat                               | 1:06:56                                    | +1:49                                      |
| 5                                            | Emil Wingstedt                               | 1:29:21                                      | +5:26                                        | 5                                          | Zsuzsa Fey                                 | 1:07:08                                    | +2:01                                      |
| 6                                            | Robert Wallsten                              | 1:29:22                                      | +5:27                                        | 6                                          | Tracy Bluett                               | 1:07:32                                    | +2:25                                      |

## Závod štafet (Relay)
| Zkrácené výsledky                        | Zkrácené výsledky                                                              | Zkrácené výsledky                        | Zkrácené výsledky                        | Zkrácené výsledky                        | Zkrácené výsledky                                                               | Zkrácené výsledky                        | Zkrácené výsledky                        |
| Muži                                     | Muži                                                                           | Muži                                     | Muži                                     | Ženy                                     | Ženy                                                                            | Ženy                                     | Ženy                                     |
| ---------------------------------------- | ------------------------------------------------------------------------------ | ---------------------------------------- | ---------------------------------------- | ---------------------------------------- | ------------------------------------------------------------------------------- | ---------------------------------------- | ---------------------------------------- |
| - Traťové parametry: - Mapa: - 23 štafet | - Traťové parametry: - Mapa: - 23 štafet                                       | - Traťové parametry: - Mapa: - 23 štafet | - Traťové parametry: - Mapa: - 23 štafet | - Traťové parametry: - Mapa: - 16 štafet | - Traťové parametry: - Mapa: - 16 štafet                                        | - Traťové parametry: - Mapa: - 16 štafet | - Traťové parametry: - Mapa: - 16 štafet |
| Umístění                                 | Jméno                                                                          | Čas                                      | Ztráta                                   | Umístění                                 | Jméno                                                                           | Čas                                      | Ztráta                                   |
| Zlatá medaile                            | Švédsko Anders Dalin Joacim Carlsson Robert Wallsten Emil Wingstedt            | 3:19:35                                  |                                          | Zlatá medaile                            | Finsko Ingela Mattson Katja Peltola Maria Hoffman Monica Bostrom                | 3:13:18                                  |                                          |
| Stříbrná medaile                         | Norsko Bjorn Eriksen Asgeir Mjosund Oystein Kristiansen Tore Sandvik           | 3:23:54                                  | +4:19                                    | Stříbrná medaile                         | Rusko Tatiana Kostyleva Elizaveta Kounzetsov Olga Belozerova Tatiana Pereliaeva | 3:17:32                                  | +4:14                                    |
| Bronzová medaile                         | Česko Tomáš Zakouřil Radek Novotný Michal Horáček Michal Jedlička              | 3:30:48                                  | +11:13                                   | Bronzová medaile                         | Švýcarsko Andrea Gruniger Simone Luder Monika Schaffner Kathi Widler            | 3:20:11                                  | +6:53                                    |
| 4                                        | Finsko Marko Vaisanen Petteri Muukkonen Jouni Kahelin Juha Peltola             | 3:30:59                                  | +11:24                                   | 4                                        | Estonsko Elo Saue Edith Madelik Kirti Rebane Maret Vaher                        | 3:20:22                                  | +7:04                                    |
| 5                                        | Švýcarsko Christoph Schilter Corsin Caluori Matthias Niggli Christoph Plattner | 3:36:47                                  | +17:12                                   | 5                                        | Německo Judith Keinath Brit Conrad Meike Jaeger Karin Schmalfeld                | 3:22:49                                  | +9:31                                    |
| 6                                        | Francie Thierry Gueorgiou Fabrice Vannier Remi Gueorgiou Francois Gonon        | 3:40:24                                  | +20:49                                   | 6                                        | Norsko Aasne-Fenne Hoksrud Ingrid Bronebakk Karin Skedsmo Ellen Moen            | 3:27:18                                  | +14:00                                   |

## Medailové pořadí podle zemí
Pořadí zúčastněných zemí podle získaných medailí v jednotlivých závodech mistrovství (tzv. olympijského hodnocení).
| Medailové pořadí podle zemí | Medailové pořadí podle zemí | Medailové pořadí podle zemí | Medailové pořadí podle zemí | Medailové pořadí podle zemí | Medailové pořadí podle zemí |
| Pořadí                      | Stát                        | Zlatá medaile               | Stříbrná medaile            | Bronzová medaile            | Celkem                      |
| --------------------------- | --------------------------- | --------------------------- | --------------------------- | --------------------------- | --------------------------- |
| 1                           | Norsko                      | 3                           | 1                           | 1                           | 5                           |
| 2                           | Finsko                      | 1                           | 1                           | 1                           | 3                           |
| 3                           | Švédsko                     | 1                           |                             | 1                           | 2                           |
| 4                           | Německo                     | 1                           |                             |                             | 1                           |
| 4                           | Estonsko                    | 1                           |                             |                             | 1                           |
| 6                           | Rusko                       |                             | 3                           |                             | 3                           |
| 7                           | Švýcarsko                   |                             |                             | 2                           | 2                           |
| 8                           | Česko                       |                             |                             | 1                           | 1                           |

## Česká reprezentace na AMS
Česko reprezentovalo 5 mužů a 5 žen.
| Přehled umístění českých reprezentantů | Přehled umístění českých reprezentantů | Přehled umístění českých reprezentantů | Přehled umístění českých reprezentantů | Přehled umístění českých reprezentantů | Přehled umístění českých reprezentantů |
| Kategorie                              | Jméno                                  | Klasika                                | Krátká                                 | Štafety                                |                                        |
| -------------------------------------- | -------------------------------------- | -------------------------------------- | -------------------------------------- | -------------------------------------- | -------------------------------------- |
| Ženy                                   | Michaela Mahdalová                     | 50. místo                              | X                                      | 8. místo                               |                                        |
| Ženy                                   | Iva Navrátilová                        | 29. místo                              | 18. místo                              | 8. místo                               |                                        |
| Ženy                                   | Martina Schindlerová                   | 49. místo                              | 45. místo                              | X                                      |                                        |
| Ženy                                   | Zdenka Stará                           | 55. místo                              | X                                      | 8. místo                               |                                        |
| Ženy                                   | Bohdana Térová                         | 44. místo                              | 24. místo                              | 8. místo                               |                                        |
| Muži                                   | Michal Horáček                         | 18. místo                              | 12. místo                              | 3. místo                               |                                        |
| Muži                                   | Michal Jedlička                        | 8. místo                               | 15. místo                              | 3. místo                               |                                        |
| Muži                                   | Luboš Matějů                           | 40. místo                              | 44. místo                              | X                                      |                                        |
| Muži                                   | Radek Novotný                          | 21. místo                              | 16. místo                              | 3. místo                               |                                        |
| Muži                                   | Tomáš Zakouřil                         | 22. místo                              | 17. místo                              | 3. místo                               |                                        |